# Entoleuca
Entoleuca is een geslacht van schimmels behorend tot de familie Xylariaceae. De typesoort is Entoleuca callimorpha.

## Soorten
Volgens Index Fungorum telt het geslacht drie soorten (peildatum januari 2024):
| Soortnaam             | Auteur(s)                         | Publicatiejaar |
| --------------------- | --------------------------------- | -------------- |
| Entoleuca callimorpha | Syd.                              | 1922           |
| Entoleuca ellisii     | Y.M. Ju, J.D. Rogers & H.M. Hsieh | 2004           |
| Entoleuca mammata     | (Wahlenb.) J.D. Rogers & Y.M. Ju  | 1996           |